# Ivan Češki
Ivan Češki, tudi Ivan Slepi, luksemburški grof, češki kralj, * 10. avgust 1296, † 26. avgust 1346, Abbeville pri Crecyju.
Ivan, vzgojen na francoskem dvoru, je že trinajstleten postal luksemburški grof. Kmalu na to so ga Čehi izbrali za svojega kralja. S češkim plemstvom, ki je hotelo vladati po svoje, se je razšel po nekaj letih prepirov in se posvetil dejavnostim v cesarstvu in pa križarskim pohodom proti poganskim Litovcem. Ob tem so se deloma prostovoljno in deloma pod Ivanovimi pritiski skoraj vsi šlezijski mali vojvode podredili češki kroni.
Po zgodnji smrti svojega očeta, rimsko-nemškega kralja in cesarja Henrika VII., je Ivan umaknil svojo kandidaturo in je na volitvah za novega kralja podprl Wittelsbacha Ludvika IV. Bavarskega proti Habsburžanu Frideriku Lepemu. Ludvika je vojaško podpiral tudi potem, ko sta bila na dvojnih volitvah izvoljena oba. Vendar ga Ludvik po svoji vojaški zmagi ni nagradil tako, kot je Ivan pričakoval. Njuni poti sta se potem večkrat razšli. Ivan se je povezal s francoskim dvorom, na katerega je bil čustveno vezan že iz mladosti, in postal vazal francoskega kralja. Ko je papež Ludvika zaradi njunih medsebojnih nesoglasij izobčil, je Ivan iskal priložnosti, da bi ga zamenjal na položaju cesarja. Poskušal se je uveljaviti v cesarski severni Italiji. Z Ludvikom se je bojeval za Tirolsko. Ko proti cesarju ni uspel, je začel pri enakih prizadevanjih podpirati svojega zelo sposobnega sina Karla.
Ludvik Bavarski si je z brezobzirnim delovanjem nabiral vse več sovražnikov in nazadnje so prizadevanja Ivana, papeža in Habsburžanov pripeljala do izvolitve Karla za Ludvikovega protikralja. Kmalu potem je Ivan padel v bitki med Francozi in Angleži pri Crecyju. Viteška smrt petdesetletnega kralja, ki ni umrl pri obrambi svoje dežele ampak kot zvest vazal svojega kralja, je vzbudila občudovanje tedanje Evrope in mu prinesla nesmrtno slavo.
Ivan je s svojim delovanjem ustvaril okoliščine, ki so njegovemu sinu Karlu omogočile, da je za luksemburško dinastijo ponovno osvojil krono rimsko-nemškega kralja in cesarja.

## Mladost
Ivan je bil najstarejši izmed treh otrok cesarja Henrika VII. Od sedmega leta so ga vzgajali na francoskem dvoru. Desetleten naj bi že študiral na pariški univerzi. Čeprav so ga naklonjeni mu zgodovinarji slavili kot utelešenje (tedaj že preživelega) viteškega ideala in dvorne elegance pa tudi kot ljubitelja literature in lepih umetnosti, ga je dejansko vse življenje bolj vznemirjalo rokovanje z orožjem, viteške igre, turnirji, lov in bojevanje. Potem ko je oče leta 1309 postal rimsko-nemški kralj, je ob pomoči regentstva prevzel vodenje grofije Luksemburg. Življenje v Luksemburgu pa se je končalo, ko so mu naslednje leto češki veljaki ponudili češko krono. Po poroki s princeso Elizabeto (1. septembra 1310), hčerko češkega kralja Venčeslava II., mu je oče v vlogi rimsko-nemškega kralja dal v fevd kraljevino Češko in mejno grofijo Moravsko. Kljub skromni vojski, s katero je razpolagal, je ob večinski podpori prebivalstva dokaj hitro pregnal iz dežele tekmeca Henrika VI. Koroškega in bil 7. februarja 1311 v Pragi kronan za češkega kralja. Ker sta bila njegova predhodnika, Přemyslida, tudi poljska kralja, si je lastil tudi poljsko krono.

## Kralj Češke
Češko plemstvo je zelo motilo, da je Henrik VII svojemu, češkega jezika neveščemu sinu dodelil regentstvo iz cesarstva, ki si je prizadevalo dobiti češke politične pristojnosti v svoje roke. Med regenti je češke politične razmere najbolje poznal Peter von Aspelt, nadškof v Mainzu, ki je v službi češkega kralja Vaclava II. nekaj časa opravljal službo kanclerja. Ob njem so bili v regentskem svetu še pokneženi grof Berthold VII. von Henneberg, deželni grof Ulrich von Leuchtenberg, Walter von Castell in grof Heinrich von Weilnau. Njihovim izkušnjam je pripisati, da so se Habsburžani sprijaznili s predčasno vrnitvijo fevda Moravske in se za sprejemljivo odškodnino odpovedali tudi svojim (sicer spornim) zahtevam po češkem prestolu. V maju in juniju 1311 je kraljevi par z velikim spremstvom na Moravskem (tako kot prej na Češkem) sprejemal izraze pokorščine ter potrjeval in delil pravice in svoboščine. Kralj je obljubil, da ne bo zaposloval tujcev, ne bo zahteval vojaške službe zunaj dežele in da bo denar iz davkov porabil le za kronanje in za ženitve svojih hčera. Veliko pozornosti je vzbudila zamenjava mogočnega barona Henrika Lipskega (češko Jindřich z Lipé), dotlej odgovornega za celotno finančno poslovanje, z Walterjem Castellom, kot tudi dosledna revindikacija odtujenega kronskega imetja in vojaških sredstev za vzpostavitev deželnega miru. Izgledalo je, da je s trdimi prijemi regentska skupina uspela normalizirati razmere.
Henrik VII. je pred odhodom na kronanje za cesarja v Italijo imenoval Ivana za cesarskega vikarja. Ko je oče iz Italije prosil za nove čete, je Ivan v tej vlogi sklical za 1. maj 1313 državni zbor in začel zbirati denar in čete, ki naj bi jih osebno popeljal v Italijo. Češki kontingent je (z zamudo) 15. avgusta krenil na pot. V začetku septembra 1313 je Ivan na Švabskem zvedel za očetovo smrt.
Ivan ni mogel preprečiti, da se čete kar same ne bi razšle. Za svoja namestnika na Češkem je imenoval Petra von Aspelta in Bertholda VII. von Henneberga, ki naj bi ob podpori praškega škofa Jana IV. Dražiškega (Jan IV. z Dražic) vodila vlado v soglasju s češkimi baroni, ter je na naroku v Rhensu 2. januarja 1314 najavil svojo kandidaturo za rimsko-nemškega kralja.

## Volitve rimsko-nemškega kralja. Sodelovanje z Ludvikom IV. Bavarskim
Ivan je imel na svoji strani poleg lastnega glasu le še volilna glasova strica Balduina (ki je bil trierski nadškof) in Petra von Aspelta. Ker za Ivanovo kandidaturo nikakor ni bilo mogoče pridobiti vplivnega kölnskega nadškofa, ni bilo realne možnosti, da bi se lahko Ivan uveljavil proti najmočnejšemu protikandidatu, Habsburžanu Frideriku Lepemu, sinu nekdanjega rimsko-nemškega kralja Alberta I. Friderik Lepi ob srečanjih z Ivanom tudi ni hotel potrditi (že danega) umika svojih zahtev do češke krone. Tako sta Balduin in von Aspelt ocenila, da je najbolje, da Ivan svojo kandidaturo umakne in ne rine v konflikt z močnim nasprotnikom. Ivan je na umik s težkim srcem pristal. Ker pa Luksemburžani nikakor niso želeli, da bi bil za kralja izvoljen Habsburžan, so za kandidata predlagali in podprli gmotno šibkega zgornje-bavarskega grofa Ludvika IV. iz rodbine Wittelsbachov, bratranca Friderika Lepega. Tako je 19. in 20. oktobra 1314 prišlo do dvojnih volitev, na katerih sta dve skupini volilnih knezov izvolili vsaka svojega kandidata, Ludvika IV. Bavarskega in Friderika Lepega (glej Dvojne volitve).
Ludvik je Ivana za podporo pri volitvah in končanje cesarskega vikariata nagradil tako, da mu je zagotovil integriteto vseh njegovih ozemelj. Potrdil mu je staro pravico čeških kraljev, da se jim ni treba udeleževati dvornih zborov, cesarskih vojn in cesarskih sodb. Češki kroni je dodelil območje Chebskega in v fevd zgornje-pfalška gradova Floß in Parkstein, kot tudi obljubo vojaške pomoči za ponovno zavzetje kraljevine Poljske. Za grofijo Luksemburg, katere upravljanje je Ivan avgusta 1314 prepustil stricu Balduinu, je bilo pomembno, da je Ivan dobil zagotovilo za pričakovano nasledstvo v sosednjih vojvodinah Limburg, Brabant in Lotaringiji. Ludvik in Ivan sta se tudi dogovorila za medsebojno pomoč pri obrambi njunih ozemelj.
Ludvik Bavarski in Friderik Lepi sta vladala vsak na svojem območju do medsebojnega vojaškega spopada pri Mühldorfu, 28. septembra 1322. V spopadu je zmagal Ludvik; med ujetniki je bil tudi Friderik, ki ga je dal Ludvik zapreti.

## Nesoglasja s češkimi baroni
Dotlej, ko se je Ivan spomladi 1315 za daljši čas vrnil na Češko, se je tam nezadovoljstvo nad tujimi upravniki že toliko zaostrilo, da se je čutil prisiljenega odstaviti jih in na čelo češke uprave ponovno postavil Henrika Lipskega. Že kmalu pa je prišlo med Lipskim in kraljem do novih napetosti, ki so se še zaostrile, ko je Lipski prednostno uporabil dohodke iz srebrnih rudnikov v Kutni Gori za odplačilo državnih dolgov, ki so jih nakopičili baroni in prelati, ter drastično zmanjšal sredstva za vzdrževanje dvora. Ivan je Lipskega ponovno odstavil in ga dal zapreti, kar je povzročilo državljansko vojno. Ivan je prosil za vojaško pomoč majnškega in trierskega nadškofa. Ko sta marca 1316 Peter von Aspelt in Balduin prispela v Prago, sta v tednih pogajanj z baroni umirila položaj in dosegla izpustitev Lipskega, ne pa tudi zbližanja med kraljem in baroni.
Ivan je sredi avgusta 1316 z Balduinom ponovno zapustil Prago. 19. septembra 1316 se je na strani Ludvika Bavarskega boril pri Esslingenu v spopadu s Friderikom Lepim. Izkazal se je v hrabrosti in bil imenovan za viteza. Nato se je posvetil problemom grofije Luksemburg. 14. maja 1316 se mu je rodil sin Vaclav (kasneje preimenovan v Karla).
Med tem se je na Češkem, kjer se je Peter von Aspelt trudil voditi pomirjevalno in pravično politiko, oblikovala nova opozicija baronov. Ivanu niso očitali le dolge odsotnosti in grabljenja srebra iz Kutne Gore za potrebe luksemburške dinastije, ampak ponovno tudi nevzdržno velik vpliv tujih uradnikov. Aprila 1317 je Peter von Aspelt znerviran predal posle kraljici. Ta je s svojimi pristaši, ki jih je vodil Vilém Zajíc, in najemniki začela preganjati pristaše Lipskega. Do krhke pomiritve je prišlo šele koncem junija, ko je Elizabeta z otroki zbežala v grad Elbogen na zahodu Češke. Novembra je pripeljal Ivan na Češko manjšo vojaško enoto, kar je spodbudilo Lipskega, da je na Dunaju obiskal protikralja Friderika Lepega, ki mu je obljubil vojaško pomoč (27. decembra 1317). Kralj Ludvik, ki ni želel videti svojega nasprotnika na Češkem, se je 31. marca 1318 pojavil v Chebu in izsilil poravnavo med Ivanom in upornimi baroni. Sledil je deželni zbor v Domažlicah, ki je imel za Češko daljnosežne posledice. Na zboru je moral Ivan pristati na sklepe, s katerimi so mu bile odvzete notranjepolitične in finančne pristojnosti; pristojnost vladanja so vse bolj prevzemali stanovi. Ivan je moral slavnostno obljubiti, da bo odpustil vse tuje svetovalce, umaknil iz dežele tuje vojake in zaposloval v državnih službah izključno domačine. Henrik Lipski je ponovno prevzel službo glavnega upravnika in poskrbel, da so njegovi zaupniki prevzeli vse pomembne položaje. V zameno je kralj dobil obljubo, da bo redno dobival kroni namenjeni denar.
Zakon med lahkoživim Ivanom in ponosno Elizabeto, ki je bil ves čas neharmoničen, je doživel zlom, ko je kraljica izvedela, da se Ivan dogovarja z Ludvikom Bavarskim o zamenjavi Češke z Renskim palatinatom. Zamenjavi, ki bi bila ugodna tako za Ivana (ki se je na Češkem počutil tujca) kot za Ludvika, je poleg kraljice nasprotoval tudi Balduin; načrt je propadel. V nezaupanju, ki je zraslo med zakoncema, se je Ivan bal, da bo Elizabeta s pomočjo svojih čeških podpornikov proglasila prestolonaslednika Vaclava za kralja in sama prevzela regentstvo. Materi je odvzel otroke in jih dal v vzrejo samostanom in tujim dvorom. Elizabeta je v juliju 1319 poskušala s pomočjo meščanov Prage in naklonjenih ji plemičev prevzeti oblast. Prišlo je do odprtih bojev s kraljem, ki jih je po desetih dneh ustavila stranka, zbrana okrog Lipskega. Meščani Prage so za kazen za mnogo let izgubili svoj privilegiran položaj. Elizabeta se je umaknila v ljubi ji grad Mělník na Labi in potem v Cham in se ni več vmešavala v dnevno politiko. Kralju pa je vendarle še rodila dva otroka, ki sta preživela otroško dobo.
Tudi Ivan se je nehal zanimati za češke zadeve in je hodil tja samo še po denar. Češka si je leta 1320 ob dobri letini in boljšem vladanju baronov opomogla. Leta 1321 je Ivan v Pragi organiziral prvi viteški turnir. Češki kronisti privoščljivo poročajo, kako je padel s konja in dobil življenjsko nevarne poškodbe.

## Križarski pohodi v Litvo. Pridobitev Šlezije
Še vedno pa se je Ivan potegoval za poljsko krono, za katero je bil mišljenja, da jo je po ženi podedoval po Přemyslidih.
Stara poljska dinastija Pjastov je po dvestoletni razdrobljenosti Poljske uspela ponovno vzpostavila samostojno kraljevino, ni pa mogla preprečiti odpadanja z rudninami bogatih šlezijskih pokrajin, v katerih je bilo veliko naseljencev z zahoda. Prvi je svojo vojvodino Troppau podredil češki kroni (1318) nelegitimni vnuk kralja Otokarja II. Přemysla, Nikolaj, poročen z dedinjo vojvode Ratibora. Po smrti mogočnega ogrskega magnata Matúša Čáka, ki je obvladoval mejne pokrajine s Češko in Poljsko, je bilo nevarno, da bosta ogrski kralj Karel I. in poljski kralj Vladislav I. v soglasju s Habsburžani povečala pritisk na vzhodno mejo Moravske. Po nasvetu svojega svaka Karla IV. Francoskega se je Ivan poravnal s Habsburžani in s svojim daljnim sorodnikom Karlom I. Ogrskim. S pogodbo iz Gödinga in Holiča (18. september 1323) se je dinastija Habsburžanov ponovno odrekla vsem zahtevam do češke krone.
Med tem ko se je Ludvik Bavarski mudil v Italiji, se je Ivanu posrečila politična mojstrovina: uspel je prepričati štiri zgornje-šlezijske vojvode (to so bili: Bolesław/Bolko Niemodliński, Kazimierz I Cieszyński, Władysław Opolski, Leszek Raciborski), da so se podredili češki kroni (februarja 1327). Da bi podprl svojo zahtevo po poljski kroni, je Ivan z majhno vojsko iz Bytoma prodrl proti Krakovu, prestolnici svojega tekmeca "kralja iz Krakova" (kot je imenoval Vladislava I.), in začel mesto oblegati, a je odnehal, ko mu je ogrski kralj Karel I. dal vedeti, da je na poljski strani. Toda že 5. aprila je dobil novo priznanje, ko mu je tudi vroclavski vojvoda Henrik VI. podredil svojo vojvodino. Ker je bil vojvoda brez sina, je Ivan s tem dobil tudi pjastovsko pravico do nasledstva.
Kmalu za tem (potem ko se je nekaj časa mudil v Parizu in si tam pridobil zaupanje novega francoskega kralja Filipa VI.) je bil Ivan julija 1328 spet na Češkem in v zavezništvu z ogrskim kraljem vodil pohod proti avstrijskemu vojvodi Frideriku Lepemu. Zavzel je severni del Spodnje Avstrije in prisilil Friderika, da je moral sprejeti mir ob plačilu zelo velike odškodnine. Ivan si je s tem zavaroval hrbet za svoj prvi križarski pohod proti poganskim Litovcem (mimogrede pa je pritisnil še na poljskega kralja). Izkoristil je zamrznjene reke in v spremstvu nemških in čeških vitezov prekoračil Njemen (1. februarja 1329) in zasedel pomembna mesta v Žemaitiji (Samogiti), ko je prišlo poročilo, da je poljski vladar pretrgal sklenjeno premirje in napadel chełmensko pokrajino, ki je pripadala Nemškemu viteškemu redu. Križarji so se hitro vrnili. V Torunju je Ivan Nemškemu redu 13. marca na novo dodelil chełmensko pokrajino in prislil mazovijskega vojvodo Vaclava, da mu je priznal vazalstvo. Obljube in grožnje so v aprilu in maju pripravile tudi večino drugih malih šlezijskih knezov, da so se mu poklonili in svoje vojvodine podredili češkemu kraljestvu. Poleg tega je od svojega svaka Henrika Švidniškega-Javorskega kupil vzhodno Lužico z Görlitzem.
Konflikt s Poljsko se je ponovil leta 1330, potem ko je Ivan 16. marca 1330 prodal Nemškemu redu Dobrzyń in s tem sprožil nove boje med Nemškim redom in Poljsko. Ivan je vdrl v Velikopoljsko in je bil že tik pred zavzetjem Poznanja, ko je sprejel ponudbo Vladislava I. za premirje, ki je kljub občasnim manjšim spopadom zdržalo do končnega sporazuma leta 1335.
V tekmovanju za cesarski položaj je bil Ivan leta 1335 pred pomembnim spopadom z Ludvikom Bavarskim. S pogajanji v Trenčínu in Vágu ter s pogodbo v Višegradu, 19. septembra 1335, so trije kralji v glavnem rešili sporna vprašanja med Češko, Poljsko in Ogrsko (pogodba je v grobem določila meje za naslednjih 600 let). Ivan in Karel I. sta se odpovedala zahtevam po poljski kroni, Kazimir III. pa se je odpovedal večini Šlezije (ki je v praksi že priznavala suverenost Češke).
Za božič leta 1336 je Ivan v spremstvu sina Karla, zeta Henrika XIV. in številnih plemičev organiziral drugi križarski pohod proti Litovcem. Mila zima je onemogočila bleščeče uspehe. Ivan in Karel sta obnovila nekatere pogodbe z Nemškim redom, ki sta ga vzela v zaščito, slavnostno sprejela vroclavsko vojvodino pod češko krono in se s poljskim kraljem dogovorila, da bodo zaustavili občasno ponavljajoče se spopade na mejnem območju.
Pozimi 1344/45 je Ivan, ki je bil že štiri leta slep, v uglednem spremstvu organiziral še tretji križarski pohod proti Litovcem. Križarji so po prehodu Njemna vdrli globoko v Žemaitijo, ko so dobili sporočilo, da nasprotniki ogrožajo Königsberg in je tudi odjuga terjala hiter umik. V Kaliszu je prišel Karel zaradi izdaje švidniškega vojvode v ujetništvo Kazimirja III., ki ga je cesar pridobil na svojo stran. Karel se je ujetništva hitro rešil. Prišlo pa je do uničujočih bojev na šlezijsko-poljskem območju, v katerih se je Ivan boril v prvih vrstah in skoraj zavzel Krakov. Bojevati so se prenehali šele julija, po posredovanju papeža.

## Spremenljivi odnosi z Ludvikom Bavarskim
Ivan se je v bitki pri Mühldorfu (28. septembra 1322) bojeval na strani Ludvika Bavarskega in je po zmagi dobil za nagrado pred osmimi leti obljubljeno chebsko pokrajino in v fevd cesarska mesta Altenburg, Zwickau in Chemnitz in poleg tega obljubo, da bo njegov bodoči zet Friderik dobil v fevd Turingijo in Meißen. Po zmagi nad tekmecem pa rimsko-nemški kralj ni bil več tako odvisen od Ivana kot prej, kar je pripeljalo do ohlajanja njegove naklonjenosti do Ivana. To se je pokazalo že, ko mu je Bavarec prevzel zeta in s Friderikom poročil svojo hčer, preden mu je podelil v fevd Turingijo in Meißen, in še bolj, ko je svojemu najstarejšemu sinu Ludviku Starejšemu na državnem zboru v Nürnbergu spomladi 1323 podelil v fevd mejno grofijo Brandenburg, ki jo je Ivan pričakoval za nagrado, ker je pred volitvami leta 1314 umaknil svojo kandidaturo. Umika kandidature Ivan nikdar ni prebolel in ko je Ludvik Bavarski v naslednjih letih prišel v tako hud spor s papežem, da ga je ta poskušal odstaviti, se je Ivan večkrat videl v vlogi tistega, ki ga bo na prestolu zamenjal.
Spor med papežem in kraljem se je razplamtel spomladi 1323, ko je Ludvik Bavarski poslal v Italijo svojega vikarja in s tem, po mnenju Janeza XXII., posegel v papeško pristojnost. Ker rimsko-nemški kralj, ki po papeževem mnenju ni bil izvoljen legalno, nikakor ni hotel preklicati svojih ukrepov in imenovanj, ga je Janez XXII. marca 1324 izobčil in mu vzel vse vladarske pravice. Julija 1324 je podprl načrt francoskega kralja Karla IV. in avstrijskega vojvode Leopolda I., po katerem bi Ludvika Bavarskega odstavili in na njegovo mesto postavili francoskega kralja Karla IV. Načrta pa Luksemburžana, Ivan in Balduin, ki sta ravnokar oblegala Metz, nista podprla. Francoski kralj je Bavarcu ponudil, da poplača vse njegove dolgove, če odstopi s kraljevega prestola. Ko je ta ponudbo odklonil, se zdi, da se je Ivan že tedaj poigraval z mislijo, da bi ponudil svojo kandidaturo kot kompromisno rešitev. Toda z nepričakovanim pobotanjem med Ludvikom Bavarskim in Friderikom Lepim so vse te variante odpadle.
Med tem, ko se je Ludvik Bavarski mudil v Italiji, kjer se je dal kronati za cesarja, je Janez XXII. v Avignonu pletel vezi za njegovo odstavitev. Ivana, ki je obljubil križarski pohod, je skušal vzpodbuditi k sodelovanju z obljubo triletnih cerkvenih dohodkov na Češkem in Moravskem. S pismom 13. januarja 1328 je pozval volilne kneze, naj takoj izvolijo novega monarha. Cerkveni knezi, morda tudi Ivan, so se zedinili za volilni dan 31. maj 1328. Ko pa je tirersko-češko poslanstvo prineslo v Avignon pogoje obeh Luksemburžanov (izločitev francoskega vladarja, izvolitev Ivana in materialne spodbude), se je papež, ki je očitno favoriziral Filipa VI., ki je ravnokar prišel na francoski prestol, odzval medlo. Septembra je izbruhnil še spor zaradi nasledstva v majnški nadškofiji (stolnični kapitel je za novega nadškofa postuliral Balduina, Janez XXII. pa je za to mesto predvidel nečaka kölnskega nadškofa) in oba Luksemburžana sta se dokončno odvrnila od papeževega načrta za volitve novega kralja. Čeprav Balduin Bavarčeve osebnosti ni sprejemal, je vendarle postal njegov zaveznik v boju proti kuriji. Oba Luksemburžana sta imela kar precej zaslug, da je Ludvik obdržal svoj položaj v Nemčiji. Po povratku iz Italije je bil zato Bavarec Ivanu spet bolj naklonjen in mu je dovolil, da se močneje angažira v cesarski Italiji.

## Ivanovo delovanje v Italiji
Ivan je poskrbel za kar nekaj priprav. Sklenil je mirovno in prijateljsko zvezo (9. maja 1330) z avstrijskima vojvodoma, Albertom II. in Otonom, bratoma ravnokar (januarja) umrlega Friderika Lepega, posredoval je pri mirovnem sporazumu med Habsburžani in Wittelsbachi (6. avgusta 1330) in 16. 9. 1330 izpeljal (že od leta 1327 načrtovano) poroko med svojim drugim sinom Ivanom Henrikom in dedinjo Tirolske Margareto (hčerko Henrika VI. Koroškega). S tem si je zagotovil prehod vojske iz Češke preko Spodnje Bavarske (kjer je gospodaril njegov zet Henrik XIV.) in Tirolske v severno Italijo. Sporno ostaja, ali je na prošnjo ogroženih Bresčanov prišel s 400 oklepljenimi konjeniki tja v imenu cerkve ali cesarstva, v želji, da poveča svoj vpliv in vzpodbudi Ludvika Bavarskega k odstopu. Vsekakor je delal vtis, da želi pomiriti med seboj sprto deželo. Podredil si je kar nekaj mestnih komun in celo milanski Viscontiji so formalno priznali njegovo oblast. Takoj pa se je odzval cesar, ki je Italijane opozoril, da se smejo podrejati le njegovemu na novo imenovanemu vikarju (Otonu Avstrijskemu) in je pozval Ivana na pogajanja v Regensburg (v juliju in avgustu 1331), po katerih je moral Ivan sprejeti cesarjeve zahteve in se mu podrediti. Vendar sta kmalu spet začela sodelovati in cesar je Ivanove osvojitve v Italiji za 120.000 florintov priznal kot cesarski fevd in ga tako dejansko imenoval za vikarja za cesarsko Italijo, vedoč da ga bo to sprlo s papežem.
Ivan se je vsako leto mudil po nekaj tednov na pariškem dvoru. Veljal je za neustrašnega borca na turnirjih in najboljšega predstavnika francoske dvorne kulture in si tako zlahka pridobil zaupanje novega francoskega kralja Filipa VI., s katerim sta se poznala že iz mladostnih let in ki je bil polbrat Ivanove snahe Blance. Januarja 1332 je z njim v Fontainebleauu sklenil zvezo, ki jo je podkrepil s poroko svoje (prej že petkrat zaročene) hčerke Gute/Bonne s Filipovim sinom-prestolonaslednikom Ivanom. V pogodbi sta se Ivan in njegov sin Karel obvezala, da bosta s 400 konjeniki branila posesti Filipa VI. in njegovih dedičev. Govora je bilo tudi o luksemburškem kraljestvu znotraj cesarstva. Brezpogojno pripravljenost kneza Svetega rimskega cesarstva, delovati v interesu francoskega monarha, zgodovinarji pogosto enačijo z veleizdajo. Ivan je v zvezi iskal oporo za boj proti Ludviku Bavarskemu; pogodbi iz Fontainebleaua je ostal zvest do konca življenja.
Ivan se je naslednje mesece zadrževal zahodno od Rena, kjer je vojaško in politično deloval v interesu francoskega dvora in tako tudi ni sodeloval na sestanku volilnih knezov v Rhensu, kjer so se odločili za svojo neodvisno politiko napram papežu; ta naj bi v bodoče papežu onemogočala vtikanje v posvetne zadeve cesarstva in v volitve cesarja.
Ludvik Bavarski, ki ni točno poznal pogodbe iz Fontainbleaua, je v odgovor začel skupaj s Habsburžani pripravljati napad na kraljevino Češko. Da bi spodnesel to delovanje, je Ivan 13. julija 1332 na Dunaju podpisal mirovni sporazum, ki mu je nalagal, da Habsburžanom izroči vsa avstrijska mesta in gradove, ki so bili njegovi fevdi, in da se odpove vsem morebitnim zahtevam po dedovanju avstrijskih dežel (zahtevi, da se poroči s hčerko umrlega Friderika Lepega, se mu je uspelo izogniti, potem ko papež ni dal pristanka na zakon).
Na državnem zboru avgusta 1332 v Nürnbergu je s pomočjo strica Balduina omilili tudi zaostritev s cesarjem.
Med tem so se v severni Italiji Ivanovi nasprotniki povezali v Ligo (Ferrara, Mantova, Verona, Firence, Neapelj in Milano). Številne komune so se Ivanu izneverile. Ta proces je začasno zaustavil Ivanov sin Karel, ki je kot očetov namestnik dosegel zmago pri San Felice blizu Modene (25. novembra 1332.) Decembra je Ivan v Parizu zbral malo vojsko, in jo pred koncem leta pripeljal preko Savoje v Lombardijo. Liga se je izogibala spopadu. Ivanu je zmanjkovalo denarja in najemniška vojska je kopnela. Po porazu pri Ferrari (14. aprila 1333) ni bilo več izgledov za zmago. Sredi oktobra 1335 je bil Ivan prisiljen skoraj v begu umakniti se s preostankom vojske preko Alp.

## Zadnji Ivanov poskus, da si pridobi cesarsko krono
Smrt koroškega vojvode Henrika VI., gospodarja Tirolske in Koroške (2. aprila 1335), ki ni imel moškega naslednika, je bil povod za nov Ivanov poskus, da ob podpori francoskega dvora poskuša ponovno osvojiti cesarski naslov za luksemburško dinastijo. Maja 1335 je dal Ludvik Bavarski Habsburžanom (v skladu z medsebojnim tajnim dogovorom iz leta 1330) v fevd Koroško in južno Tirolsko, med tem ko je severno Tirolsko nameraval obdržati zase. Toda tirolski stanovi so se wittelsbaškim četam uprli in Tirolsko je še naprej lahko v imenu mladoletnega brata Ivana Henrika upravljal Ivanov prvi sin Karel.
Ivan je v že omenjenih pogajanjih s poljskim in ogrskim kraljem v Trenčinu in s pogodbo v Višegradu zavaroval češke vzhodne meje (19. september 1335). Februarja 1336 so češki vojaki z ogrsko pomočjo vdrli v Spodnjo Avstrijo in do aprila zasedli vse ozemlje severno od Donave. Julija so razširili boje na Bavarsko. Avgusta sta si približno enako močni vojski (češka in ogrska proti avstrijski in bavarski) stali nasproti pri Landauu ob Isarju dvanajst dni, ne da bi prišlo do spopada. Ivan je izkoristil nesoglasja med cesarjem in Habsburžani in 9. septembra 1336 samo s Habsburžani podpisal mir v Ennsu, v katerem je Habsburžanom priznal Koroško, Kranjsko in Slovensko marko, svojemu sinu Ivanu Henriku pa je namenil vso Tirolsko. Čeprav so tirolski stanovi in ogrski kralj navajali pridržke, je Ivan vztrajal na pogodbi predvsem zato, ker je z njo v boju z Ludvikom Bavarskim pridobil Habsburžane na svojo stran; Ludviku tedaj sploh ni priznaval cesarskega naslova in ga je imenoval "tisti, ki se naslavlja z rimski cesar". Očitno pa si cesar tega ni jemal preveč k srcu.
Ludvik je po letu 1337, ko se je nakazovala vojna med Francozi in Angleži, doživljal višek svoje cesarske oblasti. Na državnem zboru v Frankfurtu (6. avgusta 1338) je bil deležen vsestranske podpore. Naslednji mesec se je dvornega zbora v Koblenzu udeležil tudi angleški kralj Edvard III., s katerim sta si izmenjala izraze spoštovanja, Ludvik pa je Edvarda imenoval za cesarskega vikarja. Temu vzdušju se je moral nazadnje prilagoditi tudi Ivan. 20. marca 1339 je pod pritiskom strica Balduina, ki mu Ivanova prevelika bližina s francoskim kraljem in hrepenenje po cesarskem prestolu tudi nista bila všeč, v Frankfurtu sklenil mir z Bavarcem in mu prvič po petindvajsetih letih kot državni knez izrekel pokorščino in se odrekel svojim prizadevanjem za cesarski prestol. Sin Karel se je od te podreditve odločno distanciral. Odtlej je bil sin tisti, ki si je prizadeval pridobiti cesarski prestol za luksemburško dinastijo.
Vseeno je Ivan še naprej pomagal francoskemu kralju pri obrambi njegove dežele (avgusta 1337 mu je obljubil, da bo proti Angležem postavil 500 oklepljenih konjenikov). Odpovedal se je že itak izgubljeni poziciji v Italiji, uspel pa je nekaj časa še zadržati dejansko oblast na Tirolskem.
Ivan, ki je bil že od leta 1337 slep na eno oko (posledica vnetja in posegov zdravnikov), se je spomladi 1340 zadrževal na pariškem dvoru, od koder je tajno odpotoval v Montpellier, kjer si je pri uglednih zdravnikih tamkajšnje univerze pustil operirati sivo mreno. Operacija ni uspela. Popolnoma je oslepel, vendar se kljub temu ni pustil bistveno omejiti v aktivnostih, ampak je še naprej zasledoval politične cilje z običajno delavnostjo in veseljem.

## Izvolitev sina Karla za rimsko-nemškega protikralja. Ivanova smrt.
Tirolski stanovi, ki so se leta 1335 uprli oblasti Wittelsbachov, tudi z oblastjo Luksemburžanov niso bili zadovoljni. Pa tudi Margareta ni bila zadovoljna s svojim nezrelim soprogom. Neke novembrske noči leta 1341 je Ivan Henrik ostal pred zaprtimi vrati gradu Tirol in moral je zapustiti Tirolsko. Ne da bi počakal na cerkveno ločitev zakona med Margareto in Ivanom Henrikom, se je cesarjev najstarejši sin, Ludvik Starejši, potem ko mu je umrla prva žena, 10. februarja 1342 poročil z Margareto Tirolsko. Oče mu je dal v fevd Tirolsko, v nasprotju z dogovorom s Habsburžani pa tudi Koroško.
Zaradi številnih kršitev sporazumov v cesarstvu je bil cesar vse bolj izoliran. Januarja 1341 se je v prijateljski pogodbi povezal s francoskim kraljem Filipom VI., ki odtlej svojemu dolgoletnemu partnerju Ivanu ni več nudil pomoči proti cesarju. Nespravljivega sovraštva pa si cesar ni nakopal le s strani papeža in Luksemburžanov (vključno z dolgo zvestim mu Balduinom), ampak tudi s strani Habsburžanov. 15. decembra 1341 so Luksemburžani in Habsburžani proti cesarju sklenili obrambno zvezo do končne zmage. Njihov načrt, da izvolijo protikralja in potem premagajo Bavarca, je podprl tudi novi papež Klemen VI. Ivan in predvsem njegov sin Karel sta vztrajno pripravljala okoliščine v prid volitev. Marca 1346 je Karel z mnogimi obljubami pridobil za načrt tudi svojega starega strica Balduina, ki je v volitve vložil ves svoj prestiž in 11. julija 1346 je šest volilnih knezov v Rhensu Karla izvolilo za rimsko-nemškega kralja (glej Lobiranje in izvolitev).
Toda Luksemburžani niso imeli časa za slavje. Že naslednjega dne se je angleški kralj Edvard III. z vojsko izkrcal v Normandiji. Ivan, zvest pogodbi iz leta 1332, in tudi Karel s češkim kontingentom, sta Angleže pričakala na francoski strani. V odločilni bitki je slepi Ivan poveljeval prednji straži številčno daleč močnejše francoske armade. Bitko, ki je zaradi nediscipliniranosti nekaterih francoskih baronov izbruhnila popoldne 26. avgusta 1346 severno od kraja Abbeville pri Crecyju, so v svojo korist odločili angleški lokostrelci. Padlo je 10 francoskih knezov in 80 zastavonoš, med njimi, ne ve se kako, tudi kralj Ivan. Smrt petdesetletnega kralja, ki ni padel v obrambi svoje dežele ampak v vazalni službi francoskega kralja, je v Evropi vzbudila veliko pozornosti. Ivanovo žrtev so slavili kot višek viteške zvestobe in hrabrosti. Kralj Edvard III. je s častmi izročil njegovo truplo. Ivanovo srce so pokopali v dominikanskem samostanu Montargis, truplo pa je sin Karel prepeljal v Luksemburg, kjer so ga pokopali v katedrali opatije poleg gradu. Ob burnih zgodovinskih dogodkih so njegove ostanke še večkrat prestavili, ob 600 letnici smrti, leta 1946, pa so jih ponovno prenesli v Luksemburg in z vojaškim častmi pokopali v kripti stolnice.

## Ivanova osebnost in dosežki
Ivan je bil vitez z neizmerno energijo, delavnostjo, vzdržljivostjo in vztrajnostjo, ki ga niso zapustile niti, ko je pri štiriinštiridesetih letih popolnoma oslepel. Nenaklonjeni mu češki kronisti so njegovo osebnost zožili na nezanesljivega zapravljivca, nestanovitnega snovalca neuresničljivih načrtov in predstavnika preživele viteške miselnosti. Res je zanemarjal vladanje na Češkem in iz nje predvsem odnašal denar. Res pa je tudi, da je z vsemi razpoložljivimi sredstvi in z nikoli utrujeno zagnanostjo služil svoji, luksemburši dinastiji. S politično bistroumnostjo in diplomatsko spretnostjo, realističnim pragmatizmom in njegovemu času ustrezno brezobzirnostjo je pletel svoje niti na velikem delu Evrope. Pri tem je utrl pot kakim štiridesetim ženitvenim dogovorom in se znal uveljaviti tudi proti močnejšim nasprotnikom. Čeprav je ljubil tveganje in avanturo, je vendarle znal reševati zaplete, preden je prišlo do vojaškega spopada. Za Češko je pridobil Šlezijo. Širil je oblast luksemburške dinastije in s tem ustvaril pogoje za skoraj stoletno luksemburško prevlado v Evropi.

## Družina
Ivan je bil poročen dvakrat:
Prva žena je bila Elizabeta (1292–1330), hči češkega kralja Venčeslava II. Njuni otroci so bili:
- Margareta (1313-1341) ∞ vojvoda Spodnje Bavarske Henrik XIV.
- Guta/Bonna (1315-1349) ∞ francoski kralj Ivan II.
- Vaclav, kasneje preimenovan v Karla (1316-1378), rimsko-nemški in češki kralj, cesar Svetega rimskega cesarstva
- Otokar (1318-1320)
- Ivan Henrik (1322-1375), moravski mejni grof
- Ana (1323-1338) ∞ avstrijski vojvoda Oton
- Elizabeta (1323–1324), Anina dvojčica.

Drugič se je poročil leta 1334 z Beatrice (1320-1383), hčerko burbonskega vojvode Ludvika I. Imela sta sina:
- Vaclav (1337-1383), vojvoda Luksemburga in Brabanta.

Ivan je imel tudi nezakonskega sina:
- Nikolaj, patriarh v Ogleju med leti 1350 in 1358.